# Forcipomyia insignis
Forcipomyia insignis är en tvåvingeart som först beskrevs av Frederick Askew Skuse 1889.  Forcipomyia insignis ingår i släktet Forcipomyia och familjen svidknott. Inga underarter finns listade i Catalogue of Life.